# Batara huppé
Sakesphorus canadensis
Espèce
Répartition géographique
Statut de conservation UICN

 LC  : Préoccupation mineure
Le Batara huppé (Sakesphorus canadensis) est une espèce d'oiseau de la famille des Thamnophilidae.

## Description

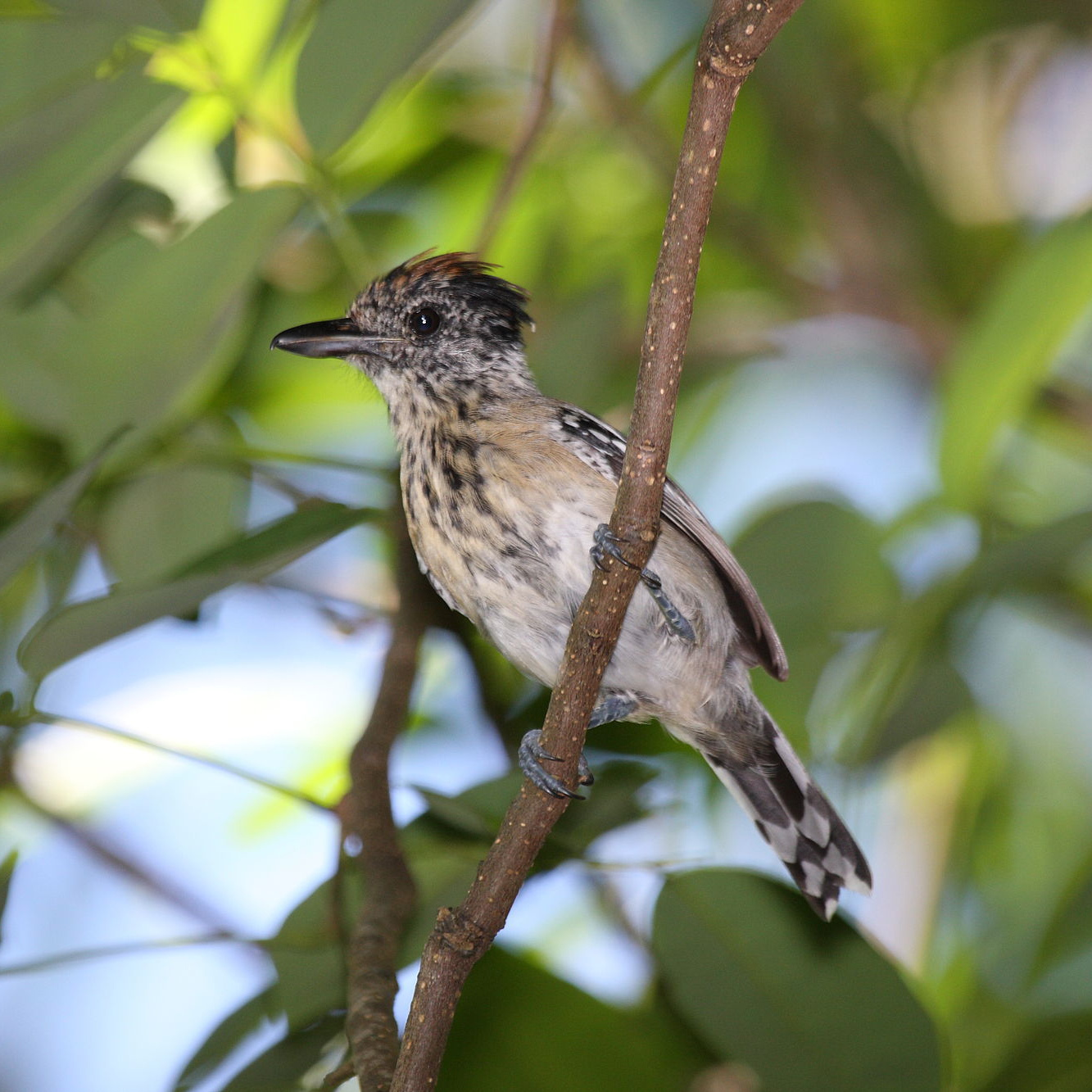
Une femelle.

### Morphologie
Ce Batara a une taille de 16 cm et un poids de 22 à 27 g.
Cet oiseau de taille moyenne possède, comme son nom l'indique, une crête bien visible sur l'arrière du capuchon.
Le mâle a la tête, la gorge et le centre de la poitrine noirs. On peut apercevoir une bande blanche sur la nuque, qui continue jusqu'aux côtés du cou. Les parties supérieures sont brun-cannelle. Les ailes et la queue sont noires, avec des bordures blanches. Des points blancs recouvrent les terminaisons des rectrices externes.
La femelle a le capuchon roux . Le front est plus pâle et la face est grise. Les côtés du cou et la nuque ont une couleur cannelle. Le dessus est identique à celui du mâle. La poitrine est cannelle. La queue et les ailes sont noirs. La queue a des bordures blanches.

### Alimentation
Cette espèce se nourrit d'une grande variété d'insectes, surtout des punaises, des sauterelles, de criquets, de papillons (adultes et larves) et de coléoptères. Les fruits de loranthacées et les piments font également partie de leur alimentation. Ils capturent occasionnellement des petits lézards.

### Reproduction
Le nid est construit par les deux adultes. Les toiles d'araignée sont souvent utilisées pour sa construction. La femelle pond généralement 2 œufs. L'incubation dure 14 jours. Le mâle et la femelle couvent à tour de rôle, excepté la nuit ou cette dernière couve seule.
Les oisillons prennent leur envol à partir du douzième jour après l'éclosion.

## Répartition et sous-espèces

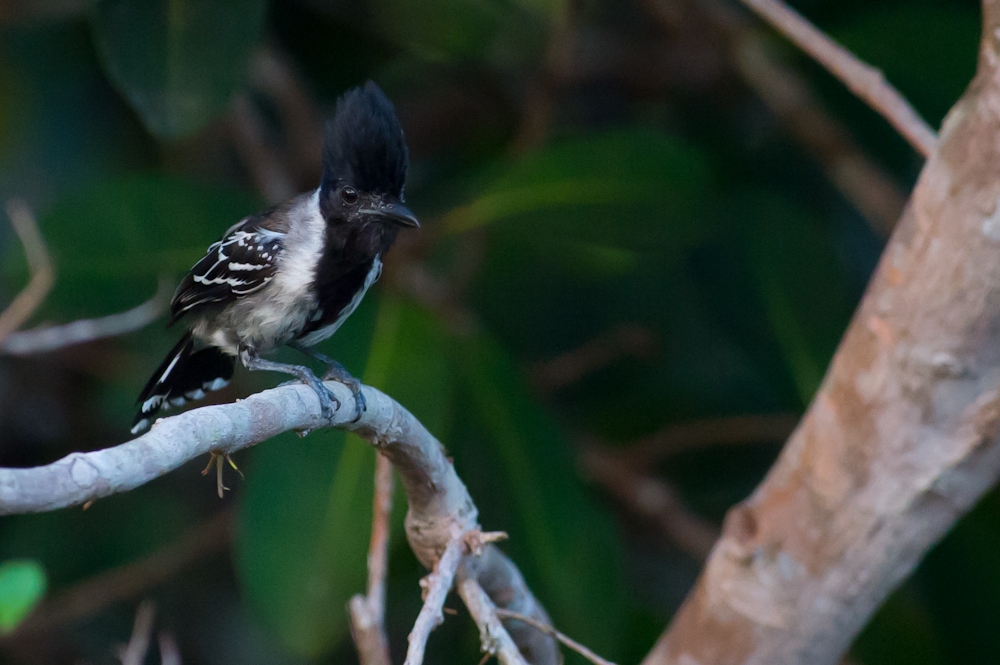
La sous-espèce S. c. loretoyacuensis.

- S. c. pulchellus (Cabanis & Heine, 1860) — nord de la Colombie et ouest du Venezuela ;
- S. c. intermedius (Cherrie, 1916) — est de la Colombie et centre/nord du Venezuela ;
- S. c. fumosus Zimmer, 1933 — sud du Venezuela et extreme nord du Brésil ;
- S. c. trinitatis (Ridgway, 1891) — est du Venezuela, Guyana et Trinité ;
- S. c. canadensis (Linnaeus, 1766) — Suriname et littoral de la Guyane ;
- S. c. loretoyacuensis (Bartlett, 1882) — amont du bassin de l'Amazone.